# Magno Nazaret
Magno do Prado Nazaret (* 17. Januar 1986 in Dourados) ist ein brasilianischer Radrennfahrer.

## Karriere
Magno Nazaret wurde 2005 Dritter bei den Brasilianischen U23-Meisterschaften im Zeitfahren. 2006 gewann er den Grand Prix São Paulo und jeweils eine Etappe bei der Volta de Porto Alegre und bei der Volta do Estado de São Paulo. Außerdem gewann er das U23-Zeitfahren bei den Panamerikanischen Spielen und wurde Zweiter bei der Elite. Bei den nationalen Zeitfahrmeisterschaften der Senioren wurde er allerdings nur Dritter. Bei den Straßen-Radweltmeisterschaften in Salzburg wurde Nazaret mit einer Schutzsperre belegt und durfte nicht starten, da er einen erhöhten Hämatokritwert aufwies. Seit 2007 steht er bei dem brasilianischen Continental Team Scott-Marcondes Cesar unter Vertrag. In seiner ersten Saison dort gewann er die Gesamtwertung der Volta do Estado de São Paulo. 2011, 2015 und 2017 wurde er brasilianischer Meister im Einzelzeitfahren.
2012 gewann Nazaret zwei Gesamtwertungen, der Vuelta Ciclista al Uruguay und der Tour do Brasil Volta Ciclística de São Paulo-Internacional. Bei letzterer siegte er 2014 erneut. 2017 sowie 2018 gewann er die Vuelta Ciclista al Uruguay weitere Male.

## Erfolge
2006
- eine Etappe Volta de Porto Alegre
- eine Etappe Volta do Estado de São Paulo

2007
- Gesamtwertung Volta do Estado de São Paulo
- eine Etappe Vuelta Ciclista Por Un Chile Líder

2010
- eine Etappe Rutas de América
- eine Etappe Tour do Brasil Volta Ciclística de São Paulo-Internacional

2011
- Brasilianischer Meister – Einzelzeitfahren
- eine Etappe Tour do Rio

2012
- Gesamtwertung und eine Etappe Vuelta Ciclista al Uruguay
- Gesamtwertung und eine Etappe Tour do Brasil Volta Ciclística de São Paulo-Internacional

2014
- Gesamtwertung und zwei Etappen Tour do Brasil Volta Ciclística de São Paulo-Internacional

2015
- Brasilianischer Meister – Einzelzeitfahren

2017
- Gesamtwertung, eine Etappe und Mannschaftszeitfahren Vuelta Ciclista al Uruguay
- Brasilianischer Meister – Einzelzeitfahren

2018
- Gesamtwertung, eine Etappe und Mannschaftszeitfahren Vuelta Ciclista al Uruguay

2019
- Panamerikaspiele – Einzelzeitfahren

## Teams
- 2007 Scott-Marcondes Cesar
- 2008 Scott-Marcondes Cesar
- 2009 Fapi/Sundown/JKS/Pindamonhangaba
- 2010 Scott-Marcondes Cesar-São José dos Campos (bis 31. August)
- 2010 Funvic-Pindamonhangaba (ab 1. September)
- 2011 Funvic-Pindamonhangaba
- 2012 Funvic-Pindamonhangaba
- 2013 Funvic Brasilinvest-São José dos Campos
- 2014 Funvic Brasilinvest-São José dos Campos
- 2015 Funvic Brasilinvest-São José dos Campos
- 2016 Funvic Soul Cycles-Carrefour
- 2017 Soul Brasil Pro Cycling Team
- 2018 Soul Brasil Pro Cycling Team
- 2019 Sindicato Empleados Públicos of San Juan